# Быков, Александр Артемьевич
Алекса́ндр Арте́мьевич Бы́ков (1921—1972) — участник Великой Отечественной войны, командир миномётного расчёта 837-го стрелкового полка 238-й стрелковой дивизии 49-й армии 2-го Белорусского фронта, старший сержант. Полный кавалер ордена Славы.

## Биография
Родился 9 января 1921 года в выселках Хоракасы Чебоксарского уезда, ныне Моргаушского района Чувашии, в крестьянской семье. Чуваш.
Окончил 7 классов. Работал в колхозе «Золотая звезда».
В Красной Армии с 1942 года. В боях Великой Отечественной войны с июня 1942 года. Воевал на Калининском, Брянском, Западном, Белорусском, 1-м Прибалтийском, 2-м и 1-м Белорусских фронтах. Член ВКП(б)/КПСС с 1945 года.
Командир миномётного расчёта 837-го стрелкового полка сержант Александр Быков в бою 9 сентября 1944 года на реке Нарев в 21-м километре северо-восточнее польского города Остроленка из миномёта подорвал четыре фугаса, проделав проход в проволочном заграждении противника, подавил огневую точку и истребил несколько гитлеровцев.
23-29 января 1945 года старший сержант Быков А. А. с вверенным ему расчётом в бою за город Бишофсбург, ныне город Бискупец (Польша), уничтожил пулемётную точку противника и десять гитлеровцев. 17 февраля Александр Быков в бою за населённый пункт Дорф, расположенный в 20 километрах юго-западнее города Черск (Польша) из личного оружия поразил вражеского офицера и восьмерых солдат. 16 марта отважный миномётчик в составе расчёта юго-восточнее города Данциг, ныне город Гданьск (Польша), огнём из миномёта вывел из строя две пулемётные точки, уничтожил много живой силы врага, поразил шесть повозок с боеприпасами.
В 1945 году старшина Быков А. А. был демобилизован. Вернулся на родину — в Чувашию, где трудился в колхозе «Свобода».
Умер 8 июня 1972 года в д. Семенькасы Моргаушского района.

### Семья
С супругой Марией Архиповной вырастили и воспитали шестерых детей.

## Награды
- Награждён медалями и орденами Славы 1-й, 2-й и 3-й степеней:
  - 5 ноября 1944 года за образцовое выполнение заданий командования в боях с немецко-фашистскими захватчиками сержант Быков Александр Артемьевич награждён орденом Славы 3-й степени (№ 320786).
  - 22 марта 1945 года за образцовое выполнение заданий командования в боях с немецко-фашистскими захватчиками старший сержант Быков Александр Артемьевич награждён орденом Славы 2-й степени (№ 13546).
  - 29 июня 1945 года за образцовое выполнение заданий командования в боях с немецко-фашистскими захватчиками старший сержант Быков Александр Артемьевич награждён орденом Славы 1-й степени (№ 3764), став полным кавалером ордена Славы.

## Память
- Именем А. А. Быкова названа одна из улиц в деревне Выселки Хоракасы (Чувашия).
- К 65-летию Победы в Великой Отечественной войне на доме в Сятракасинском сельском поселении Моргаушского района, где родился и жил полный кавалер Ордена Славы А. А. Быков — открыта мемориальная доска[2].

## Интересный факт
- На памятной доске в честь А. А. Быкова указана другая дата его смерти — 31 мая 1972 года.